# Championnats ibéro-américains d'athlétisme 2004
Navigation
Édition précédente Édition suivante
La 11e édition des Championnats ibéro-américains d'athlétisme (en espagnol : XI Campeonato Iberoamericano de Atletismo) s'est déroulée du 6 au 8 août 2004 à Huelva, en Espagne.

## Résultats

### Hommes
| 100 m | Vicente de Lima 10 s 15                                                                             | André Domingos 10 s 21                                                                                        | Juan Sainfleur 10 s 28                                                                       |
| 200 m (Vent : −4,3 m/s) | Juan Pedro Toledo 20 s 84                                                                           | Bruno Pacheco 20 s 93                                                                                         | Heber Viera 21 s 30                                                                          |
| 400 m | Carlos Santa 45 s 05                                                                                | Yeimer López 45 s 21                                                                                          | Alejandro Cárdenas 45 s 22                                                                   |
| 800 m | José Manuel Cortés 1 min 46 s 51                                                                    | Salvador Crespo 1 min 46 s 78                                                                                 | Simoncito Silvera 1 min 47 s 26                                                              |
| 1 500 m | Sergio Gallardo 3 min 37 s 34 CR                                                                    | Hudson de Souza 3 min 37 s 66                                                                                 | Arturo Casado 3 min 40 s 30                                                                  |
| 3 000 m | Hudson de Souza 7 min 51 s 25 CR                                                                    | Carles Castillejo 7 min 51 s 26                                                                               | António Travassos 7 min 57 s 23                                                              |
| 5 000 m | Jesús España 13 min 48 s 09                                                                         | Freddy González 13 min 49 s 05                                                                                | Juan Carlos de la Ossa 13 min 52 s 15                                                        |
| 110 m haies | Yoel Hernández 13 s 49                                                                              | Mateus Inocêncio 13 s 52                                                                                      | Jackson Quiñónez 13 s 61                                                                     |
| 400 m haies | Iván Rodríguez 49 s 08                                                                              | Edivaldo Monteiro 49 s 31                                                                                     | José María Romera 49 s 92                                                                    |
| 3000 m steeple | César Pérez 8 min 30 s 83                                                                           | Mário Teixeira 8 min 33 s 26                                                                                  | Fernando Fernandes 8 min 35 s 92                                                             |
| 4 × 100 m | Brésil Cláudio Roberto Souza Jarbas Mascarenhas Jr. Vicente Lenílson de Lima André Domingos 38 s 62 | Espagne Alberto Dorrego Santiago Ezquerro Iván Mocholí Ángel David Rodríguez 39 s 70                          | Venezuela Juan Morcillo Jonathan Omar Medina José Manuel Carabalí Hely Ollarves 39 s 91      |
| 4 × 400 m | Espagne Iván Rodríguez Antonio Reina Luis Flores David Testa 3 min 05 s 68                          | Brésil Bruno Pacheco Valdinei Abilio da Silva Wagner Souza dos Santos Anderson Jorge dos Santos 3 min 06 s 19 | Venezuela William José Hernández Simoncito Silvera José Faneite Jonathan Palma 3 min 10 s 41 |
| 20 000 m marche | Cristián Berdeja 1 h 24 min 30 s 2                                                                  | José Bagio 1 h 25 min 13 s 1                                                                                  | Freddy Hernández 1 h 26 min 16 s 7                                                           |
| Saut en hauteur | Lisvany Pérez 2,24 m                                                                                | Jessé de Lima 2,21 m                                                                                          | Alfredo Deza 2,21 m                                                                          |
| Saut à la perche | Fábio da Silva 5,40 m                                                                               | Giovanni Lanaro 5,35 m                                                                                        | Germán Chiaraviglio Roger Noguera 5,30 m                                                     |
| Saut en longueur | Joan Lino Martínez 8,26 m                                                                           | Víctor Castillo 7,95 m                                                                                        | Iván Pedroso 7,78 m                                                                          |
| Triple saut | Arnie David Giralt 17,12 m CR                                                                       | Yoel García 16,59 m                                                                                           | Jefferson Sabino 16,16 m                                                                     |
| Lancer du poids | Manuel Martínez 20,59 m CR                                                                          | Marco Antonio Verni 20,17 m                                                                                   | Ronny Jiménez 18,72 m                                                                        |
| Lancer du disque | Mario Pestano 63,84 m                                                                               | Loy Martínez 62,08 m                                                                                          | Jorge Balliengo 59,24 m                                                                      |
| Lancer du marteau | Juan Cerra 73,34 m                                                                                  | Moisés Campeny 71,01 m                                                                                        | Adrián Marzo 67,89 m                                                                         |
| Lancer du javelot | Isbel Luaces 77,98 m                                                                                | Emeterio González 76,34 m                                                                                     | Noraldo Palacios 76,00 m                                                                     |
| Décathlon | David Gómez 7 940 pts CR                                                                            | Enrique Aguirre 7 703 pts                                                                                     | Oscar González 7 560 pts                                                                     |
| Records et Performances - AR : Record continental (area record) - CR : Record des championnats (championship record) - MR : Record du meeting (meet record) - NR : Record national (national record) - OR : Record olympique (olympic record) - PR : Record paralympique (paralympic record) - PB : Record personnel (personal best) - SB : Meilleure performance personnelle de la saison (season's best) - WL : Meilleure performance mondiale de l'année (world leader) - WJR : Record du monde junior (world junior record) - WR : Record du monde (world record) Circonstances et Conditions - DNF : N'a pas terminé (did not finish) - DNS : N'a pas pris le départ (did not start) - DQ : Disqualification (disqualification) - NM : Aucun essai valable enregistré (No Mark) - Q : Qualifié « directement » au prochain tour (ou à la prochaine compétition), lors d'une compétition majeure, grâce au classement ou à la réalisation des minima (automatic qualifier) - q : Qualifié au prochain tour (ou à la prochaine compétition), lors d'une compétition majeure, grâce au repêchage ou à la réalisation de l'une des meilleures performances parmi celles des « non qualifiés directement » (grâce au meilleur temps ou à la meilleure distance par exemple) (secondary qualifier) | | |                                                                                              |

### Femmes
| 100 m | Virgen Benavides 11 s 33                                                                | Digna Luz Murillo 11 s 41                                                           | Lucimar de Moura 11 s 45                                                                                |
| 200 m | Roxana Díaz 23 s 73                                                                     | Felipa Palacios 23 s 77                                                             | Rosemar Coelho 23 s 83                                                                                  |
| 400 m | Maria Laura Almirão 52 s 13                                                             | Mayra González 52 s 22                                                              | Geisa Coutinho 52 s 42                                                                                  |
| 800 m | Zulia Calatayud 2 min 01 s 30                                                           | Mayte Martínez 2 min 01 s 39                                                        | Sandra Teixeira 2 min 02 s 44                                                                           |
| 1 500 m | Irene Alfonso 4 min 14 s 80                                                             | Eva Arias 4 min 16 s 61                                                             | Jéssica Augusto 4 min 18 s 14                                                                           |
| 3 000 m | Jéssica Augusto 9 min 02 s 36                                                           | Jacqueline Martín 9 min 03 s 64                                                     | Mónica Rosa 9 min 08 s 74                                                                               |
| 5 000 m | Fernanda Ribeiro 15 min 27 s 53 CR                                                      | María Luisa Larraga 15 min 32 s 29                                                  | Zulema Fuentes-Pila 15 min 56 s 80                                                                      |
| 100 m haies (Vent : −2,1 m/s) | Aliuska López 13 s 25                                                                   | Maíla Machado 13 s 42                                                               | Princesa Oliveros 13 s 72                                                                               |
| 400 m haies | Daimí Pernía 54 s 84 CR                                                                 | Lucimar Teodoro 56 s 10                                                             | Yvonne Harrison 56 s 10                                                                                 |
| 3000 m steeple | Anália Rosa 9 min 49 s 06 CR                                                            | Clarisse Cruz 9 min 55 s 24                                                         | Yamilka González 9 min 56 s 22                                                                          |
| 4 × 100 m | Cuba Dainelky Pérez Roxana Díaz Ana Wilianis López Virgen Benavides 43 s 66 CR          | Colombie Melissa Murillo Felipa Palacios Darlenys Obregón Digna Luz Murillo 43 s 79 | Brésil Katia Regina de Jesus dos Santos Lucimar de Moura Rosemar Coelho Neto Luciana dos Santos 44 s 13 |
| 4 × 400 m | Brésil Geisa Coutinho Josiane Tito Lucimar Teodoro Maria Laura Almirao 3 min 28 s 60 CR | Espagne Julia Alba Miriam Bravo Catalina Oliver Cora Olivero 3 min 32 s 00          | Colombie Norma González Felipa Palacios Darlenys Obregón Rosibel García 3 min 33 s 95                   |
| 10 000 m marche | Rocío Florido 44 min 22 s 00 CR                                                         | Ana Cabecinha 44 min 33 s 75                                                        | Carolina Jiménez 44 min 43 s 58                                                                         |
| Saut en hauteur | Romary Rifka 1,94 m                                                                     | Marta Mendía 1,94 m                                                                 | Caterine Ibargüen 1,88 m                                                                                |
| Saut à la perche | Naroa Agirre 4,30 m CR=                                                                 | Alejandra García 4,30 m CR=                                                         | Milena Agudelo 4,20 m                                                                                   |
| Saut en longueur | Niurka Montalvo 6,58 m                                                                  | Yudelkis Fernández 6,45 m                                                           | Concepción Montaner 6,40 m                                                                              |
| Triple saut | Yusmay Bicet 14,51 m CR                                                                 | Carlota Castrejana 14,35 m                                                          | Keila Costa 13,80 m                                                                                     |
| Lancer du poids | Yumileidi Cumbá 19,97 m CR                                                              | Misleidis González 18,65 m                                                          | Elisângela Adriano 17,79 m                                                                              |
| Lancer du disque | Yania Ferrales 61,11 m                                                                  | Teresa Machado 57,81 m                                                              | Alice Matejková 57,58 m                                                                                 |
| Lancer du marteau | Yipsi Moreno 71,06 m CR                                                                 | Berta Castells 64,96 m                                                              | Jennifer Dahlgren 63,72 m                                                                               |
| Lancer du javelot | Osleidys Menéndez 66,99 m CR                                                            | Sonia Bicet 64,71 m                                                                 | Zuleima Araméndiz 56,47 m                                                                               |
| Heptathlon | María Peinado 5 795 pts                                                                 | Thaimara Rivas 5 529 pts                                                            | Carina Gomes 5 165 pts                                                                                  |
| Records et Performances - AR : Record continental (area record) - CR : Record des championnats (championship record) - MR : Record du meeting (meet record) - NR : Record national (national record) - OR : Record olympique (olympic record) - PR : Record paralympique (paralympic record) - PB : Record personnel (personal best) - SB : Meilleure performance personnelle de la saison (season's best) - WL : Meilleure performance mondiale de l'année (world leader) - WJR : Record du monde junior (world junior record) - WR : Record du monde (world record) Circonstances et Conditions - DNF : N'a pas terminé (did not finish) - DNS : N'a pas pris le départ (did not start) - DQ : Disqualification (disqualification) - NM : Aucun essai valable enregistré (No Mark) - Q : Qualifié « directement » au prochain tour (ou à la prochaine compétition), lors d'une compétition majeure, grâce au classement ou à la réalisation des minima (automatic qualifier) - q : Qualifié au prochain tour (ou à la prochaine compétition), lors d'une compétition majeure, grâce au repêchage ou à la réalisation de l'une des meilleures performances parmi celles des « non qualifiés directement » (grâce au meilleur temps ou à la meilleure distance par exemple) (secondary qualifier) |                                                                                         |                                                                                     | |

## Tableau des médailles
| Rang  | Nation                 | Or | Argent | Bronze | Total |
| ----- | ---------------------- | -- | ------ | ------ | ----- |
| 1     | Espagne                | 16 | 12     | 10     | 38    |
| 2     | Cuba                   | 14 | 7      | 1      | 22    |
| 3     | Brésil                 | 6  | 9      | 8      | 23    |
| 4     | Portugal               | 3  | 5      | 5      | 13    |
| 5     | Mexique                | 3  | 2      | 1      | 6     |
| 6     | Argentine              | 1  | 2      | 4      | 7     |
| 7     | République dominicaine | 1  | 0      | 1      | 2     |
| 8     | Colombie               | 0  | 3      | 7      | 10    |
| 9     | Venezuela              | 0  | 3      | 4      | 7     |
| 10    | Chili                  | 0  | 1      | 0      | 1     |
| =11   | Équateur               | 0  | 0      | 1      | 1     |
| =11   | Pérou                  | 0  | 0      | 1      | 1     |
| =11   | Porto Rico             | 0  | 0      | 1      | 1     |
| =11   | Uruguay                | 0  | 0      | 1      | 1     |
| Total | Total                  | 44 | 44     | 45     | 133   |